# Блокбастер (фільм)
«Блокбастер» — комедійний фільм 2011 року.

## Зміст
Що буде, якщо всі найгучніші фільми останніх років зібрати в один фільм? Та ще й у 3D? Правильно! Вийде фільм БЛОКБАСТЕР 3D! Ви зустрінетеся з професором Козлонгом – фахівцем із символів, якому належить розкрити викрадення з Лувру найбездарнішої картини «Старий п'яниця». Разом із Ліз Саламандер, дівчиною з татуюванням дракона на м'якому місці, йому належить проникнути у секрети церкви Тухлого яйця і розкрити код старого п'яниці. Ви також зустрінетеся з Мінімусом – командувачем легіонами Риму, який вийшов за хлібом, а повернувся через шість років, за які дружина встигла народити йому трьох дітей. Ви побуваєте на планеті Віагратар, чиї плоди допомагають посилити у стократ чоловічу силу, станете свідком тихої війни на борту підводного човна, який стріляє замість торпед вантузом, вирушите на останнє завдання разом зі спецагентом 070, станете жертвою вампіра на зйомках фільму СЦУТІНКИ, побачите як познайомляться Харі Сфоттер, Ронц Спізлі і Фродоло з футбольної команди Середзем'я і дізнаєтеся, нарешті, хто ж замочив останнього хрещеного батька!